# フランシス・モンクマン
フランシス・モンクマン（Francis Monkman、1949年6月9日 - 2023年5月12日）は、イングランドのロック、クラシック、映画音楽の作曲家でキーボードとギター奏者である。
プログレッシブ・ロック・バンドであるカーヴド・エアとクラシック/ロック・フュージョン・バンドであるスカイの結成メンバーとして知られる。

## 略歴
彼は作家ローレンス・スターンについての権威であるケネス・モンクマンとビタ・ネ・ダンコム・マンを両親に持つ。ウェストミンスター・スクールの生徒として、オルガンとハープシコードを学び、後に王立音楽アカデミーで勉強し、ハープシコードの妙技でレイモンド・ラッセル賞を受賞。アカデミー室内管弦楽団のメンバーとなった。
1960年代後半、カーヴド・エアの前身に当たるシシファス（Sisyphus）を結成した。カーヴド・エアの最初の3枚のアルバムで演奏し、アルバム『ファンタスマゴリア -ある幻想的な風景-』（1972年）の発表後に脱退。1974年にツアーのための短期の再結成に参加してライブ・アルバム『ライヴ』（1975年）をもたらした。
彼はルネッサンスのアルバム『プロローグ』（1972年）の収録曲「ラジャ・カーン」にゲスト参加してシンセサイザー・ソロを弾き、リンジー・ディ・ポールのアルバム『サプライズ』（1973年）、アル・スチュワートのアルバム『過去・現在・未来』（1973年）に参加。1976年にはフィル・マンザネラやブライアン・イーノと短期のプロジェクト「801」で活動し、シャドウズの「20 Golden Greats Tour」（1977年）にも同行した。1978年、ブライアン・ベネット（シャドウズのドラマー）のソロ・アルバム『Voyage』で、シンセサイザーの演奏およびプログラミングを担当した。
1970年代後半には、テレビのための音楽をレコーディングしている。
1978年、ギタリストおよび作曲家のジョン・ウィリアムスと共に、クラシックとロックのフュージョン・バンドのスカイを結成。1980年まで在籍した。
1980年、イギリスの映画『長く熱い週末 (The Long Good Friday)』のサウンドトラックを含む、クラシック的な演奏とレコーディングで活動を再開した。アルバム『Energism』には電子的な「Achievements of Man」が含まれており、そこからBBCの番組『Think Again』のテーマとしてその一部が使用された。彼はまた、チャンネル4が彼らの『Engineering Announcements』の一部への紹介として使用する「Current Affairs」という曲を作曲し、それはIBAによって提供された。
2023年5月12日、癌のため死去。享年73歳。

## 楽器
モンクマンはカーヴド・エアでギターとキーボードを演奏し、ライブ演奏時にそれらを切り替えながら演奏した。2枚目のスカイのアルバム『スカイ 2』のスリーブノートによれば、彼はジョン・ウィリアムスとケヴィン・ピークと共に、彼の作曲した「FIFO」で追加のギター・パートを演奏した。
キーボード
1977年-1978年：（シャドウズのツアー）
ピアノ

## ディスコグラフィ

### ソロ・アルバム
- Tempus Fugit (1978年)
- Energism (1978年)
- Pictures In The Mind (1978年) ※with Malcolm Ironton、Richard Harvey
- Contemporary Impact (1978年) ※with Malcolm Ironton、Pete Kelly
- Predictions - Part One (1979年) ※with Malcolm Ironton
- Classical Concussion (1979年) ※with Malcolm Ironton
- Dynamism (1980年) ※with Paul Hart
- Classical Odyssey (1980年) ※with Daryl Runswick
- Dweller On The Threshold (1981年)
- The Long Good Friday (Original Motion Picture Score) (1983年)
- Forcefield (1984年)
- Jam (1991年)
- 21st Century Blues (1998年) ※Francis Monkman & The Virtuous-Realiti Band名義
- A Harpsichord Sampler (2003年)